# Fan Ye (historiador)
|  | Per altres persones amb el mateix nom i cognom, vegeu Fan Ye. |

Fan Ye (xinès tradicional: 范曄, xinès simplificat: 范晔, pinyin: Fàn Yè); romanització Wade-Giles: Fan Yeh) (398-445 EC), nom estilitzat Weizong (蔚宗), va ser un historiador xinès i el compilador del Llibre del Han Tardà de Liu Song. Fan provenia d'una família de funcionàries, ell va nàixer en el que ara és Shaoxing (Zhejiang), els seus avantpassat eren de Nanyang (Henan). El seu pare va ser Fan Tai (范泰).